# 1936年宫城地震
1936年宫城地震，又名為1936年金华山地震，是指1936年11月3日於當地時間在凌晨5點45分發生於日本宫城县外海的强烈地震。该次地震震中位于北纬38.236度、东经142.276度，芮氏規模是Mj 7.4、MW 7.2，震源深度为35公里（USGS）或者61公里（JMA），在地震之後還引發了巨小海嘯，該次地震已經被美国地质调查局列入了1936年显示地震列表，造成了有4人因為該次地震受伤。

## 构造背景
日本列岛地处在欧亚大陆板块、北美洲板块、太平洋板块和菲律宾板块4个板块的交界处，這也是组成的环太平洋火山地震带的1部分。在太平洋板块、北美洲板块和欧亚大陆板块、菲律宾板块互相碰撞，整個日本列岛逐渐从海底突起，这整個日本附近地区火山、地震等自然灾害频发。而宫城县外海位於在北美板块和太平洋板块的接壤处，也是日本地震最频繁的地区之1。历史记录表明，宫城县外海地区重复发生的近海大地震的規模在7.5左右，重复间隔大约为37.1年。在1936年宫城地震发生之前的10幾年内，在1861年和1897年曾先发生过規模7的地震。

## 烈度分布
下列表格列出了日本气象厅震度阶级大于等于4的地区。
| 震度 | 都道府县 | 市区町村               |
| ---- | -------- | ---------------------- |
| 5    | 宫城县   | 仙台市、石卷市         |
| 5    | 福岛县   | 磐石市                 |
| 4    | 福岛县   | 福岛市、猪苗代测候所   |
| 4    | 岩手县   | 盛冈市、水沢测候所     |
| 4    | 茨城县   | 石冈市、筑波山测候所   |
| 4    | 栃木县   | 宇都宫市               |
| 4    | 群马县   | 前桥市                 |
| 4    | 埼玉县   | 熊谷市                 |
| 4    | 山梨县   | 甲府市                 |
| 4    | 静冈县   | 伊东测候所、大宫测候所 |

## 損害情况
受到在1936年日本宮城縣地震影响，總共有4人受傷，另外有超过250棟建筑物受损。